# Richard Degener
Richard Kempster „Dick” Degener (ur. 4 marca 1912 w Detroit, zm. 24 sierpnia 1995 w Grand Rapids) – amerykański skoczek do wody. Dwukrotny medalista olimpijski.
Brał udział w dwóch igrzyskach olimpijskich (IO 32, IO 36), na obu zdobywał medale. W 1932 zajął trzecie miejsce w skokach z trzymetrowej trampoliny, cztery lata później triumfował w tej samej konkurencji. Był trzykrotnym mistrzem NCAA w barwach University of Michigan. W 1971 został przyjęty do International Swimming Hall of Fame.